# パープル・シャドウ
「パープル・シャドウ」は、1978年6月25日に発売された高田みづえの5枚目のシングル。

## 解説
- 前作「花しぐれ」と同じく、松本隆が作詞を、都倉俊一が作曲をそれぞれ手掛けている。

## 収録曲
- 両楽曲共に、作詞：松本隆／作曲・編曲：都倉俊一

1. パープル・シャドウ
2. 火の鳥